# Laneuville-au-Rupt
Laneuville-au-Rupt település Franciaországban, Meuse megyében. Lakosainak száma 196 fő (2022. január 1.). Laneuville-au-Rupt Commercy, Euville, Ménil-la-Horgne, Sorcy-Saint-Martin és Void-Vacon községekkel határos.

## Népesség
A település népességének változása:
| Lakosok száma | 174  | 134  | 135  | 177  | 193  | 199  | 198  | 194  | 194  | 196  |
|               | 1968 | 1982 | 1990 | 2006 | 2013 | 2015 | 2017 | 2019 | 2020 | 2022 |